# Hugo et Joséphine
Pour plus de détails, voir Fiche technique et Distribution.
Hugo et Joséphine (Hugo och Josefin) est un film suédois réalisé par Kjell Grede en 1967.

## Synopsis
Fille d'un pasteur protestant pieux et austère, la petite Joséphine (sept ans) vit dans une maison cossue au milieu d'une nature riante, dans la campagne suédoise. Mais elle s'ennuie, car ses parents ne s'occupent guère d'elle et elle n'a personne avec qui jouer. Elle passe donc son temps à rêver toute seule, à se poser une foule de questions sans réponses et à penser à ce Dieu dont elle entend si souvent parler et qu'elle imagine aussi impressionnant et aussi inaccessible que son père.
Un jour qu'elle est allée dire bonjour à Gudmarsson, qui travaille comme jardinier chez ses parents, elle y fait la connaissance de son neveu Hugo, un petit garçon de son âge, rêveur et fantasque. Elle le retrouve comme camarade à la rentrée des classes, et les deux enfants se lient aussitôt d'amitié, faisant ensemble de longues escapades aventureuses, à la découverte du monde qui les entoure, goûtant à la vie avec toute l'ardeur de leur jeune âge. Le coup de génie du réalisateur, c'est qu'il nous montre leur univers à travers le prisme de leur imagination, où la réalité se confond souvent avec le rêve.

## Fiche technique
- Titre : Hugo et Joséphine
- Titre original : Hugo och Josefin
- Réalisation : Kjell Grede
- Scénario : Kjell Grede et Maria Gripe d'après ses romans
- Musique : Torbjörn Lundquist
- Photographie : Lasse Björne
- Montage : Lars Hagström
- Production : Göran Lindgren
- Société de production : Sandrews
- Société de distribution : Warner Bros. et Seven Arts (États-Unis)
- Pays :  Suède
- Genre : Comédie dramatique
- Durée : 82 minutes
- Dates de sortie : 
  -  Suède : 16 décembre 1967
  -  France : 28 février 1976

## Distribution
- Fredrik Becklén : Hugo Andersson
- Marie Öhman : Josefin / Jenny Grå
- Beppe Wolgers : Gudmarson
- Inga Landgré : la mère de Josefin
- Helena Brodin : Lärarinnan
- Karl Carlsson : Karl